# Siphona obesa
Siphona obesa là một loài ruồi trong họ Tachinidae.